# Kishori Amonkar
Kishori Amonkar, née le 10 avril 1932 à Bombay et morte le 3 avril 2017 dans la même ville, est une chanteuse classique indienne.
Elle pratique le chant khyal, un style classique le plus couramment pratiqué dans le nord de l'Inde.
En 2018, elle reçoit In Memoriam un Coup de Cœur Musiques du Monde de l’Académie Charles Cros.